# Tödi
Il Tödi (in romancio Piz Russein) è una montagna delle Alpi alta 3.614 m s.l.m., situata in Svizzera,  la vetta principale e più alta delle Alpi Glaronesi.

## Caratteristiche
Il monte si trova al confine tra i cantoni di Glarona e dei Grigioni. La montagna costituisce il punto più elevato del Canton Glarona.
La montagna è composta da tre vette distinte:
- la vetta occidentale (la principale) detta comunemente Piz Russein e che raggiunge i 3.614 m
- la vetta orientale detta Glarner Tödi e che raggiunge i 3.577 m
- la vetta meridionale detta Sandgipfel di 3.388 m

## Salita alla vetta
La via normale di accesso parte dal lato orientale, da un'altezza di 2.111 m e seguendo il ghiacciaio Bifertenfirn fino a raggiungere la vetta.